# Parafia Wniebowzięcia Najświętszej Maryi Panny w Ślęzakach
Parafia Wniebowzięcia Najświętszej Maryi Panny w Ślęzakach – parafia rzymskokatolicka w Ślęzakach,  należąca do dekanatu Nowa Dęba diecezji sandomierskiej.
Parafia została 16 lutego 1924 wyodrębniona z parafii Miechocin i ustanowiona samoistną parafią. Prowadzą ją księża diecezjalni. 

## Historia
Kościół pw. Wniebowzięcia Najświętszej Maryi Panny w Ślęzakach został wybudowany w 1875. W tym też roku została utworzona ekspozytura parafii Miechocin, a pierwszym kapłanem, ekspozytem, został wikary z Miechocina, ks. Wawrzyniec Smolik, 25 grudnia 1875 r. Uroczystego poświęcenia kościoła dokonano ponownie w 1884 roku. 25 maja 1919 roku bp Józef Sebastian Pelczar ustanowił ekspozyturę samoistną. Biskup Anatol Nowak dekretem z 16 lutego 1924 roku ustanowił parafię w Ślęzakach. Do parafii należą wierni zamieszkali w następujących miejscowościach: Ślęzaki, Dąbrowica, Marki i Kaczaki. Parafia posiada zabytkowy cmentarz z ok. 1873 roku, oddalony od kościoła o ok. 500 m, znajduje się na nim kaplica cmentarna, w której są pochowani członkowie rodziny ppor. Romana Griesswalda, zamordowanego w 1940 roku przez NKWD w Charkowie oraz kaplica pogrzebowa wybudowana w 2005 roku, znajdująca się za placem kościelnym.

## Ekspozyci i proboszczowie
- ks.  Wawrzyniec Smolik (1875–1877)[3]
- ks. Wojciech Sapecki (1877–1879)[3]
- ks. Wojciech Sołtysik (1879–1916)[3]
- ks. Józef Węglarz (1916–1917)[3]
- ks. Emil Sworzeński (1917–1919)[3]
- ks. Jan Cetnarowicz (1919–1921)[3]
- ks. Stanisław Rybak (1921–1925)[3]
- ks. Kazimierz Kuźniarski (1926–1931)[3]
- ks. Kazimierz Kraus (1931–1932)[3]
- ks. Marcin Kędzierski (1932–1933)[3]
- ks. Piotr Roztocki (1933–1938)[3]
- ks. Feliks Pięta (1938)[3]
- ks. Antoni Olejarka (1938)[3]
- ks. Piotr Chorzępa (1938–1951)[6][3]
- ks. Feliks Pięta (1952–1960)[3]
- ks. Józef Burda (1959 (1960) –1969)[3]
- ks. prałat Zygmunt Wawrzyszko (1969–2006)[2][3]
- ks. kan. Michał Dzióba (2006–2019)[7][3]
- ks. Stanisław Rząsa (2019–2020)[8]
- ks. kan. Dominik Bucki (od 2020)[9]